# Tri Phương, Tràng Định
Tri Phương là một xã thuộc huyện Tràng Định, tỉnh Lạng Sơn, Việt Nam.
Xã Tri Phương có diện tích 46,14 km², dân số năm 1999 là 5.187 người, mật độ dân số đạt 112 người/km².
Theo thống kê năm 2019, xã Tri Phương có diện tích 46,14 km², dân số là 5.269 người, mật độ dân số đạt 114 người/km².